# Ейнар Міккельсен
Ейнар Міккельсен (дан. Ejnar Mikkelsen 23 грудня 1880, Вестер-Бреннерслев, Ютландія — 1 травня 1971, Копенгаген) — данський полярний дослідник, письменник. Учасник кількох експедицій до Арктики. Найбільшу популярність здобув як лідер експедиції 1909—1912 років у східну Гренландію, метою якої були пошуки відомостей про загиблу в 1907 році експедицію данського мандрівника Людвіга Мюліус-Еріксена.

## Біографія

### Ранні роки
Ейнар Міккельсен народився у Бреннерслеві на півночі Ютландії в сім'ї ремісника і викладача праці Акселя Міккельсена і його дружини Марен Нільсен. У 1885 році сім'я перебралася в Копенгаген, де батько відкрив школу слойду. У Копенгагені до 13 років Ейнар здобував початкову освіту, однак інтересу до навчання не виявляв, його улюбленим місцем у місті був морський порт, і в 13 років батько дозволив йому розпочати морську службу на навчальному судні «Georg Stage». У 1899 році він закінчив морехідне училище, маючи до цього часу п'ятирічний досвід роботи в морі, зокрема на Далекому сході. Натхненний дослідженнями свого співвітчизника Густава Гольма і норвежця Фрітьйофа Нансена, вже у віці шістнадцяти років Міккельсен спробував стати учасником експедиції Саломона Андре на повітряній кулі, заради чого пішки пройшов понад 500 кілометрів зі Стокгольма до Гетеборга, але йому було відмовлено через юний вік.

### Перші експедиції

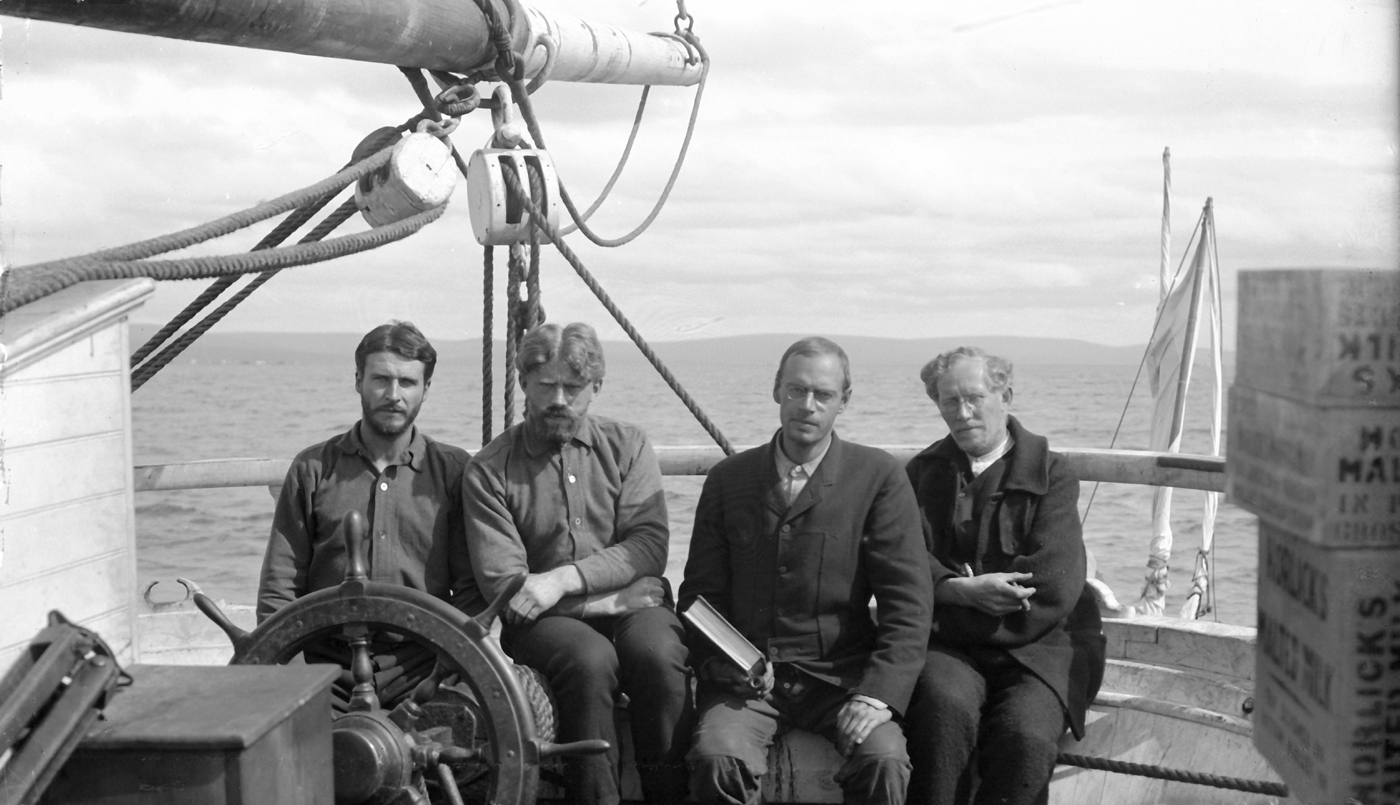
Учасники експедиції на Аляску: Е. Леффінгвелл, Е. Міккельсен, Г. Гоув, Е. Дітлевсен

У 1900 році, після декількох спроб взяти участь у подорожах у полярні регіони, зокрема в експедиції 1898 року на «Фрамі», Міккельсен був прийнятий до складу другої експедиції Георга Амдрупа у Східну Гренландію, під час якої разом з її лідером з 22 липня по 2 вересня пройшов на 5,5-метровому весловому човні близько 500 миль уздовж узбережжя від мису Долтон (англ. Cape Dalton) до Аммассаліка. Вже наступного року його взяли помічником картографа до експедиції Болдуїна-Циглера на Землю Франца-Йосифа (1901—1902). Незважаючи на те, що вона через низку проблем не склалася, у ній Міккельсен познайомився з американським геологом Ернестом Леффінвеллом, який запропонував Ейнару в 1906 році взяти участь в експедиції в морі Бофорта з метою пошуків Землі Кінана. У цій експедиції під час пішо-санної подорожі, розпочатої в кінці лютого 1907 року від острова Флаксман (за 200 миль від передбачуваної суші), мандрівники Леффінгуелл, Міккельсен і Сторкер Сторкенсон (англ. Storker Storkerson) першими провели постійні вимірювання глибини моря (тим самим визначивши ширину континентального шельфу), яка збільшувалася в міру віддалення від материка, що свідчило про відсутність суші в тому напрямку. Через це, а також через побоювання бути винесеними західним плином у Берингове море, за 120 миль від берега (~ 200 км) дослідники повернули назад. Цей похід тривав шістдесят днів, а зворотний шлях до людей для Міккельсена становив подорож на санях і пішки на майже 4000 кілометрів через мис Барроу, Ном, Фербанкс і Валдіз.

### Експедиція 1909—1912 на шлюпі «Алабама»

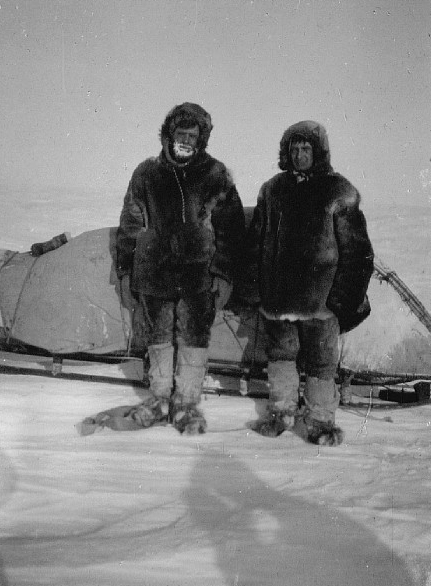
Міккельсен та Іверсен, 1910 р.

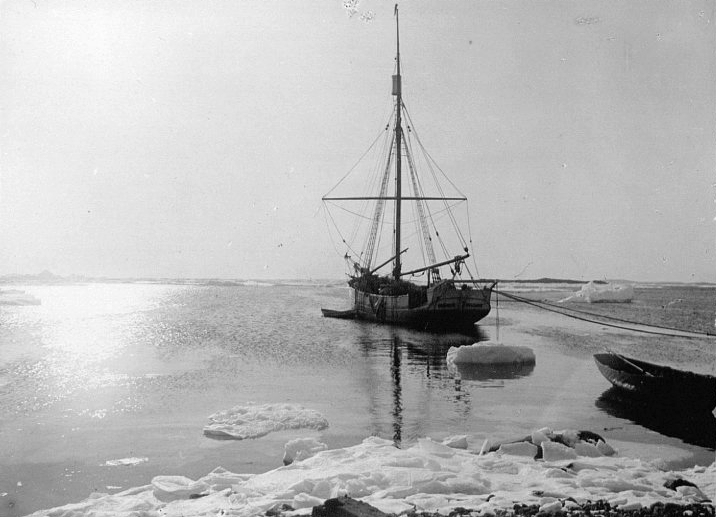
Шлюп «Алабама»

У 1908 році стало відомо про загибель у Східній Гренландії Людвіга Мюліус-Еріксена, що досліджував північно-східні області острова. Тіло одного з супроводжуючих його супутників — Йоргена Бренлунда — вдалося знайти пошуковій партії Йохана Коха, проте тіл самого полярного дослідника і ще одного учасника партії — картографа Нільса Гег-Гагена, як і їхні щоденники, які могли б пролити світло на обставини трагедії, виявити не вдалося. Британський медіамагнат лорд Норткліфф запропонував Міккельсену організувати їхні повторні пошуки, а також оплатити всі пов'язані з цим витрати, але попри принадність перспективи Міккельсен від цієї пропозиції відмовився. Він у підсумку очолив пошукову експедицію, яка була організована самими данцями — половину витрат узяв на себе уряд, решту склали приватні пожертвування.
20 червня 1909 року Міккельсен у супроводі сімох супутників (лейтенантів Вільгельма Лаубе і К. Йоргенсена, Ганса Олсена, Георга Паулсена, теслі Карла Унгера та інженера-механіка Івера Іверсена (який приєднався в Ісландії, замінивши одного члена екіпажу) на 45-тонному шлюпі «Алабама» покинув Копенгаген і 27 серпня досягнув східних берегів Гренландії і кинув якір на острові Шеннон за 100 миль від Денмарксгавна — бази експедиції Мюліус-Еріксена 1906—1908 років. З 25 вересня по 16 грудня тривала перша санна подорож, у ході якої Міккельсену, Іверсену та Йоргенсену вдалося дістатися до захоронення Бренлунда, але знайти що-небудь нове не вдалося. Наступну велику подорож Міккельсен розпочав 4 березня 1910 року. У супроводі чотирьох чоловік він попрямував у північно-східну область острова, однак через погодні умови й малу кількість собак просування було повільним, 10 квітня він відправив назад Лаубе, Олсена та Паулсена, а сам з Іверсеном і двома упряжками з п'ятнадцяти собак продовжив шлях, але тільки 12 травня вони досягли голів'їв Данського фіорду — одного з перших місць роботи партії Мюліус-Еріксена.
22 травня ними був знайдений перший із турів Мюліус-Еріксена, всередині якого була записка, датована 12 вересня 1907 року, і з якої випливало, що партія повертається на базу не через внутрішні області острова, як передбачалося, а вздовж узбережжя на схід. Незабаром Міккельсен виявив літній табір Еріксена і записку від 8 серпня, в якій повідомлялося, що вони відкрили землю, що з'єднувала Нейві-Кліфф (англ. Navy Cliff (узголів'я Індепенденс-фіорду) і «Heilprin Land», і що «протоки Пірі» не існує.
Ще на початку подорожі Міккельсен мав намір пройти протокою Пірі до протоки Сміта, але після відкриття Мюліус-Еріксена це стало неможливим і безглуздим, тому 28 травня двоє мандрівників повернули назад до бази, до якої було принаймні 550 миль (або близько 800 км по прямій). До цього моменту в них із собою було їжі на сорок п'ять днів для себе і на дванадцять днів для сімох собак, що залишилися. Зворотна подорож виявилася дуже важкою. Просуванню перешкоджав глибокий, м'який і вологий сніг, місцями відкрита вода, сам Міккельсен страждав від цинги. До 8 липня, коли вони дісталися до Маллемук-фіорду (бл. 500 км від острова Шеннон), у них залишалися тільки три собаки. Частково запаси продовольства і палива вдавалося поповнити з депо, закладених експедицією 1906—1908, зокрема з останнього на Землі Ламберта (бл. 250 км від Джемані-ленд), але всі інші виявилися порожні. В одному з них, за 130 кілометрів від Денмарксгавна, вони залишили всі непотрібні речі, включаючи спальні мішки, і без нічого, взявши тільки зброю, щоденники, фотоплівку, плиту і трохи палива і їжі, 9 вересня вирушили до бази Мюліус-Еріксена, до якої ледь живі дісталися тільки десять днів по тому і де знайшли їжу і дах. За 270 днів подорожі вони загалом пройшли 1400 миль.
Через чотири тижні, відновивши сили, Міккельсен та Іверсен вирушили на південь і 5 листопада досягли острова Шеннон, де виявилося, що там їх ніхто не чекає: уламки «Алабами» були розкидані берегом, а її екіпаж відсутній (через деякий час вони дізналися, що «Алабама» затонула, діставши під час весняного льодоходу пробоїну, а її екіпаж евакуйований норвезьким промисловим судном). Проте на березі була побудована хатина з уламків судна, а з нього знято достатню кількість їжі та палива, щоб протриматися зиму. Перезимувавши, все наступне літо мандрівники прочекали рятувальне судно, але марно. 20 листопада вони перебралися на острів Басс-Рок за тридцять кілометрів на південь від Шеннона, на якому в 1901 році для експедиції Болдуїна-Циглера 1901—1902 років була побудована хатина й організований склад продовольства. Там вони з'ясували, що 23 липня за ними приходило норвезьке судно «Лаура», а також подробиці порятунку екіпажу. Тільки 19 липня наступного 1912 року Міккельсен та Іверсен були врятовані норвезьким пароплавом «Sjøblimsten». До цього моменту вони не бачили людей 28 місяців.

### Наступні роки життя
Після повернення до цивілізації Міккельсен зустрів дуже теплий прийом в Європі, яку об'їздив з численними виступами, зокрема у Великій Британії, де знайшов всебічну підтримку Королівського географічного товариства. У себе ж на батьківщині в Данії його міркування з приводу експедиції Мюліус-Еріксена були сприйняті критично, всупереч очікуванням він не отримав золотої медалі Данського географічного товариства і навіть не був запрошений на церемонію відкриття меморіалу учасникам Danmarks Expedition, хоча знайшов і зберіг, незважаючи ні на що, найважливіші відомості про долю її загиблих учасників і зроблені ними відкриття. Уряд Данії зрештою виплатив йому лише премію 1000 данських крон (~150 $), а Іверсену і того менше — 600 крон.
Деякий час він пропрацював у Данській Східно-Азійській компанії, а пізніше аджастером у страховій компанії «Baltica Merchant Insurance Company». За цей час він опублікував кілька книг і статей, серед яких «Джон Дейл» та «Історія Аляски», зарекомендувавши себе як письменник. Наприкінці 1910-х працював кореспондентом, висвітлюючи події першої Радянсько-фінської війни.
Після серії руйнівних штормів 1921 року, які завдали значної шкоди Західній Європі, Міккельсен висловив упевненість, що циклони переміщуються на схід від Гренландії і що організація метеостанцій на сході острова, оснащених радіозв'язком, дасть змогу попереджати такі природні катаклізми заздалегідь. У Данії його пропозицію сприйняли скептично, але при цьому в Європі вона мала відгук.

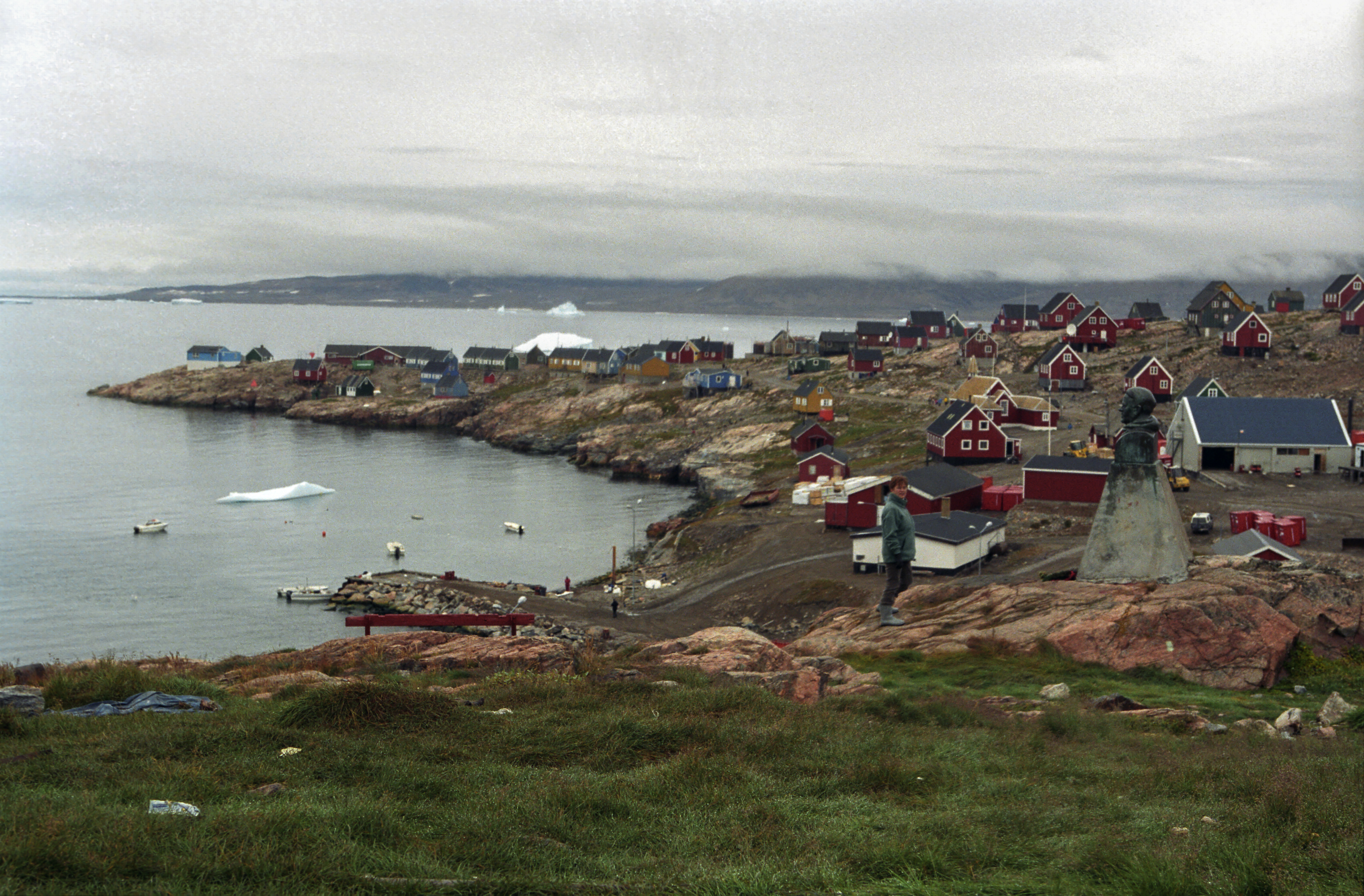
Іттоккортоорміут, на передньому плані бюст Ейнару Міккельсену

На початку 1920 років, на тлі посилення територіальних претензій Норвегії на східну частину Гренландії, Міккельсенові вдалося переконати данський уряд у необхідності в найкоротші терміни колонізувати східні області острова. У 1924 році він очолив першу хвилю переселенців, які заснували колонію Іттоккортоорміут у гирлі затоки Скорсбі, а наступного року перевіз туди їхні сім'ї. Це починання Міккельсен вважав своїм найважливішим внеском у справу розвитку Східної Гренландії, хоча й нажив при цьому безліч впливових ворогів, зокрема за різку критику адміністрації острова на чолі з Єнсом Дагорд-Єнсеном (Jens Daugaard-Jensen).
Після окупації в 1931 році Норвегією частини східного узбережжя острова ідеї Міккельсена знайшли нарешті повне розуміння на батьківщині. У 1932 році він очолив дослідницьку експедицію в Гренландію (третю з тих, що працювали в той час на східній стороні острова). Того ж року Міккельсен став представником данської делегації в міжнародному суді в Гаазі, де розглядалася територіальна суперечка між країнами, і його свідчення та наведені докази відіграли не останню роль у винесенні остаточного рішення суду на користь Данії.
Наступного року він дістав посаду інспектора Східної Гренландії, на якій пропрацював аж до виходу на пенсію в 1950 році, але навіть після офіційного відходу від справ ще протягом 20 років насущні проблеми цього регіону залишалися для Міккельсена головною темою його життя. Жителі східного берега острова, за щиру участь у їхній долі й захист інтересів, називали Міккельсена «Мікі» і вважали своїм благодійником. У 1964-му він востаннє відвідав Іттоккортоорміут, де був обраний почесним жителем колонії і взяв участь в урочистостях з нагоди відкриття будинку «Мікі» (англ. Mikis house — центрального місця району). Міккельсен прекрасно розумів, наскільки важко створити амальгамування між корінними жителями острова з представниками європейської цивілізації, що острів не здатний прогодувати значну кількість жителів, що їхнє майбутнє швидше за все буде не таким, як він собі його уявляв. У віці 85 років Міккельсен написав: «Ви не будете жити як данці, але ви будете жити як вільні люди».
Протягом 1950-х років Ейнар Міккельсен працював в інституті Арктики Північної Америки, а в 1954 році він став одним із засновників Данського інституту Арктики. Написав більше десятка книг на тему полярних досліджень.
Помер 1 травня 1971 року в Копенгагені у віці 91 року.

## Особисте життя
5 вересня 1913 року Ейнар Міккельсен одружився з Марі Гольм (дан. Naja Marie Heiberg Holm, (1887—1918)) — дочкою Густава Гольма. У 1919 році після трагічної смерті дружини він одружився з її двоюрідною сестрою Еллі Гольм-Єнсен (дан. Ella Holm-Jensen (1887—1979)) і всиновив дитину від її першого шлюбу.

## Нагороди та пам'ять
За свій внесок у дослідження Арктики в 1933 році Ейнар Міккельсен нагороджений медаллю "Ганса Егеде" Данського королівського географічного товариства, у 1934 році удостоєний золотої медалі покровителів Королівського географічного товариства (Patron's Medal), а в 1960-му — найвищої нагороди (дан. Rink-medaljen Гренландського товариства). Він став почесним членом географічних товариств Італії та Бельгії, арктичних клубів Лондона, Кембриджа та Нью-Йорка. У 1956 році Копенгагенський університет присвоїв йому звання почесного доктора.
Ім'я Ейнара Міккельсена носить патрульний катер арктичної зони класу «Кнуд Расмуссен».